# Melodi Grand Prix Nordic 2002
De Melodi Grand Prix Nordic 2002 was de eerste editie van de Melodi Grand Prix Nordic. Hij vond plaats in Kopenhagen, Denemarken. Het gastland wist eveneens deze eerste editie te winnen. Razz werd met het nummer Kickflipper de eerste laureaat in de geschiedenis van het festival.

## Uitslag
| Plaats | Land       | Taal   | Artiest         | Lied                       | Punten |
| ------ | ---------- | ------ | --------------- | -------------------------- | ------ |
| 1      | Denemarken | Deens  | Razz            | Kickflipper                | 44     |
| 2      | Zweden     | Zweeds | Fairytale       | Tills natt blir dag        | 38     |
| 3      | Noorwegen  | Noors  | Wicked Instinct | Eg e'kkje aleine           | 36     |
| 4      | Denemarken | Deens  | Emma            | Du er den, som jeg vil ha' | 32     |
| 4      | Denemarken | Deens  | Morten Filipsen | Du er ikke som de andre    | 32     |
| 6      | Zweden     | Zweeds | Sofie Larsson   | Superduperkille            | 26     |
| 7      | Noorwegen  | Noors  | To Små Karer    | Paybacktime                | 22     |
| 8      | Zweden     | Zweeds | Joel Andersson  | När blev du och jag vi?    | 12     |
| 9      | Noorwegen  | Noors  | Black Jackets   | Aldri mer                  | 10     |

## Scorebord
| Deelnemers      | NO-jury | SE-jury | DK-jury | NO-telev. | SE-telev. | DK-telev. |
| --------------- | ------- | ------- | ------- | --------- | --------- | --------- |
| To Små Karer    |         | 4       | 8       |           | 4         | 6         |
| Sofie           | 2       |         | 6       | 8         |           | 10        |
| Morten          | 8       | 12      |         | 4         | 8         |           |
| Black Jackets   |         | 2       | 4       |           | 2         | 2         |
| Fairytale       | 10      |         | 10      | 6         |           | 12        |
| Razz            | 12      | 8       |         | 12        | 12        |           |
| Wicked Instinct |         | 10      | 12      |           | 6         | 8         |
| Joel            | 4       |         | 2       | 2         |           | 4         |
| Emma            | 6       | 6       |         | 10        | 10        |           |

2002 · 2006 · 2007 · 2008 · 2009
Denemarken · Finland · Noorwegen · Zweden